# Charles de Watteville
Pour les articles homonymes, voir Watteville.
Charles de Joux, baron de Watteville (1605-1670) est un militaire et diplomate comtois au service de l'Espagne.

## Biographie
Originaire de Franche-Comté, dépendant alors de l'Espagne, il participe à la guerre de Trente Ans dans l'armée espagnole, d'abord en Valteline, puis dans le Milanais où, à la tête d'un tercio, il défend Trino assiégée par Turenne en 1643. Il défend ensuite les forteresses de Toscane et participe comme maréchal de camp à la reddition de Naples en 1648. Il négocie au nom du roi d'Espagne l'appui de la flotte espagnole aux frondeurs de Bordeaux.
En 1651, sur la recommandation de Luis de Haro, il est nommé capitaine général du Guipuscoa, charge qu'il occupe jusqu'en 1660, quand Philippe IV le nomme ambassadeur à Londres à la cour de Charles II. Sous son ambassade, les relations bilatérales entre ces deux pays se dégradent, en raison de l'amitié de Charles II pour le Portugal et la politique belliciste de Lord Clarendon. Le 30 septembre 1661 se produit le célèbre incident diplomatique qui lui coûte son poste. Lors de l'arrivée du nouvel ambassadeur de Suède, les délégations françaises et espagnoles se disputent la préséance, et finissent par en venir aux mains, laissant plusieurs morts et blessés sur le terrain. La victoire est donnée par les commentateurs aux Espagnols, si bien que Louis XIV renvoie l'ambassadeur espagnol en France et menace de déclarer la guerre à l'Espagne si les coupables ne sont pas punis, ce qui provoque le rappel de Watteville. Emprisonné au château de Santorcaz près de Madrid, il ne revient à la Cour qu'après la mort de Philippe IV en 1665.
La régente Marie-Anne d'Autriche l'envoie en 1666 comme ambassadeur à Rome, puis au Portugal, où il meurt en 1670.
Peu avant de mourir, il est fait chevalier de la Toison d'or. Il est le neveu de Gérard de Watteville et le frère de Jean de Watteville.

## Source
- (es) Cet article est partiellement ou en totalité issu de l’article de Wikipédia en espagnol intitulé « Charles de Watteville » (voir la liste des auteurs).